# Сунчхон
Сунчхо́н (кор. 순천시?, 順天市?, Suncheon-si) — город в провинции Чолла-Намдо, Южная Корея.

## Известные уроженцы и жители
- Ким Джонъин — участник бой-бэнда EXO

## Международные отношения

### Города-побратимы
Сунчхон является городом-побратимом следующих городов:
- Колумбия, штат Миссури, США
- Чинджу, провинция Кёнсан-Намдо, Республика Корея
- Янчхонгу, Сеул, Республика Корея
- Иксан, провинция Чолла-Пукто, Республика Корея
- Анталья, Турция[1]

### Города-партнёры
- Нинбо, провинция Чжэцзян, Китай
- Даньдун, провинция Ляонин, Китай
- Нант, департамент Атлантическая Луара, Франция